# Zdeněk Koubek
Zdeňka Koubková (senare Zdeněk Koubek), född 8 december 1913 i Paskov, distrikt Frýdek-Místek, Tjeckoslovakien (nuvarande Tjeckien); död 12 juni 1986 i Prag, var en tjeckisk friidrottare med medeldistanslöpning som huvudgren. Koubková blev guldmedaljör vid den IV:e damolympiaden 1934. Han var en pionjär inom damidrott tills han genomgick ett könsbyte 1936.

## Biografi
Zdeňka Koubková föddes 1913 i Paskow, kort därefter flyttade familjen till Brno. Koubková började intressera sig för friidrott och 1931 gick han med i idrottsföreningen "VŠ Brno" och från 1935 tävlade han för "VŠ Praha".
Koubková var tjeckoslovakisk mästare i längdhopp, höjdhopp och olika löpdistanser, den 14 juni 1934 satte han sitt första världsrekord på 800 meter.
I augusti 1934 deltog han vid damolympiaden i London, under idrottsspelen vann han guldmedalj på 800 meter löpning (med nytt världsrekord) och bronsmedalj i längdhopp.
Kring 1936 ansökte han hos regeringen om att bli erkänd som man. 1936 genomgick Koubkova könskorrigerande kirurgi och bytte namn till Zdeněk Koubek. Tidigare världsrekord upphävdes i efterhand. Därefter drog Koubek sig tillbaka från tävlingslivet och började turnera som cabaretartist i USA för en tid.
Koubek återvände senare till Prag där han bodde fram till sin död 1986.